# Wolfgang Pissecker
Wolfgang „Fifi“ Pissecker (* 6. Februar 1965 in Wien) ist ein österreichischer Kabarettist, Schauspieler und Autor. Er ist Gründungsmitglied der österreichischen Kabarettgruppe Die Hektiker. Pissecker lebt derzeit in Perchtoldsdorf.

## Leben
Wolfgang Pissecker ist der Sohn des Fernsehjournalisten Walter Pissecker. Er hat das Bundesgymnasium Mödling Keimgasse, sowie 1 Jahr HTL (Hochbau) in Mödling absolviert. Danach erlernte er den Beruf des Druckformenherstellers.
Er nahm Schauspielunterricht bei Herwig Seeböck und absolvierte eine Sprechausbildung bei Götz Kauffmann sowie Robert Hauer Riedl. Seit 1985 ist er hauptberuflich als Kabarettist, Schauspieler, Autor und Regisseur tätig.

## Werk

### Kabarett
Schon während der Schulzeit stand er mit den Hektikern auf der Bühne. Bereits das erste Programm Hektische Zeiten, 1982 im Wiener Theater beim Auersperg aufgeführt, war 14 Tage lang ausverkauft.  Die Hektiker wurden inzwischen mehrfach ausgezeichnet, unter anderem 1991 mit dem Goldenen Ticket für 100.000 Besucher des Programms Nackt!. Die Kabarettgruppe trat in Fernsehsendungen auf, verkaufte über 150.000 Tonträger und absolvierte über 3.000 Auftritte in Österreich, Schweiz und Deutschland.
Wolfgang Pissecker führte 2004 bis 2005 gemeinsam mit Monica Weinzettl das Stück Klassentreffen auf, 2006 das kabarettistische Theaterstück Zwangspause – Ein Kammerspiel für A + F.
2009 spielte er sein erstes Solokabarett Ich kenn’ Sie! – Wer sind Sie? Erlebnisse vom Jakobsweg. Als Regie fungiert Werner Sobotka, ebenfalls Gründungsmitglied der Kabarettgruppe „Die Hektiker“.
Mit über 130 ausverkauften Vorstellungen und über 30.000 Besuchern eines der erfolgreichsten Kabarettprogramme der letzten Jahre.
In diesem Programm erzählt er humoristisch, aber auch mit viel Tiefgang die Geschichte seiner Pilgerschaft von Pamplona nach Santiago de Compostela.
730 km alleine durch Nordspanien.
2012 hatte Supernackt – Ausziehen bis zur Seele Premiere, in dem ein Stripper in der Midlifecrisis im Mittelpunkt steht. Für dieses Programm hat Pissecker zwölf Kilogramm abgenommen und ein Jahr hart trainiert. Regie führte Caroline Frank, die auch bei der Bucherstellung beteiligt war.

### Schauspiel

#### Filme, Fernsehserien und -reihen (Auswahl)
- 1999: Kommissar Rex (Episode Das letzte Match)
- 2002: Julia – Eine ungewöhnliche Frau (TV-Serie),  Regie: Thomas Roth
- 2002: Dolce Vita & Co (TV-Serie – 2. Staffel), Regie: Claudia Jüptner
- 2003: Trautmann – Folge 7 „Schwergewicht“, Hauptrolle, der Boxer: Ronny Formanek, Regie: Thomas Roth
- 2004: 11er Haus, Regie: Harald Sicheritz
- 2007: Muttis Liebling (Fernsehfilm)
- 2009: Die Lottosieger
- 2010: SOKO Donau
- 2010: Tatort – Ausgelöscht
- 2012: Paul Kemp – Alles kein Problem
- 2019: Vorstadtweiber Staffel 5 (Fernsehserie)
- 2021: Hinterland
- 2023: SOKO Linz – Schattenspiele (Fernsehserie)
- 2023: Letzter Saibling (Fernsehreihe)
- 2024: Eigentlich sollten wir (Fernsehfilm)

#### Theater
2010/2011 Rabenhof Unschuldsvermutung

### Autor
Pissecker hat sein erstes Buch Spiegelungen veröffentlicht.

### Kabarett
- 2004/05: Klassentreffen (mit Monica Weinzettl)
- 2006/07: Zwangspause (kabarettistisches Theaterstück mit Andreas Steppan)
- 2009: Ich kenn’ Sie! – Wer sind Sie? Erlebnisse vom Jakobsweg (1. Solokabarett)
- 2012: Premiere seines zweiten Solokabaretts SUPERNACKT – Ausziehen bis zur Seele